# Józef Kępski
Józef Kępski (ur. 25 grudnia 1882, zm. 5 maja 1945 w Brzesku) – podpułkownik piechoty Wojska Polskiego.

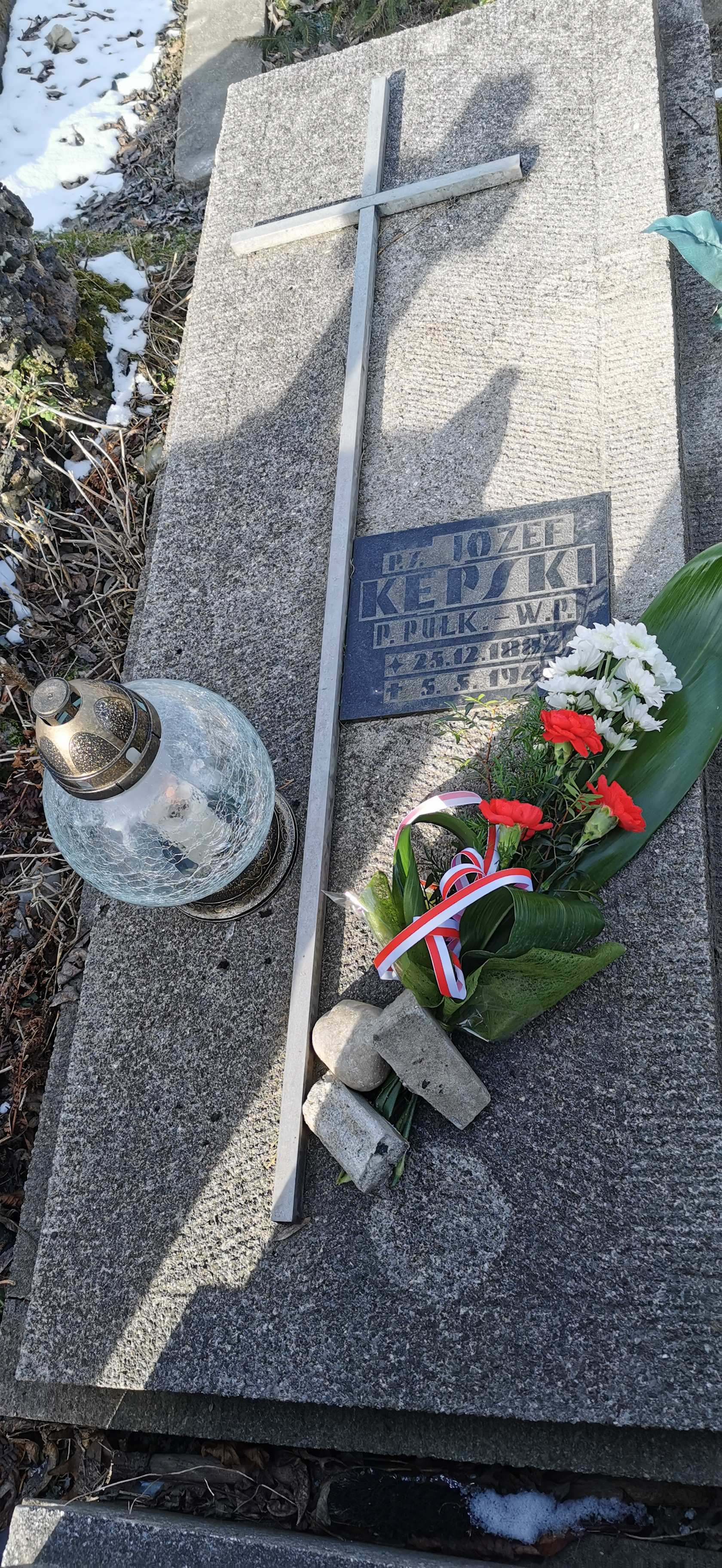
Grób Józefa Kępskiego

## Życiorys
Urodził się 25 grudnia 1882. Podczas I wojny światowej w szeregach C. K. Obrony Krajowej został mianowany na stopień nadporucznika z dniem 1 sierpnia 1917. W 1918 był oficerem rezerwy pułku strzelców nr 32.
Po odzyskaniu przez Polskę niepodległości został przyjęty do Wojska Polskiego dekretem z 3 kwietnia 1919 z zatwierdzeniem posiadanego stopnia porucznika ze starszeństwem z dniem 1 sierpnia 1917. Otrzymał przydział z dniem 1 listopada 1918 do 20 pułku piechoty. Został awansowany do stopnia majora ze starszeństwem z dniem 1 czerwca 1919. Został przydzielony do 2 pułku Strzelców Podhalańskich w Sanoku, w którym w 1923, 1924 był dowódcą III batalionu. Został awansowany do stopnia podpułkownika piechoty ze starszeństwem z dniem 15 sierpnia 1924. Przydzielony do 2 pułku Strzelców Podhalańskich w 1928 pełnił funkcję oficera placu w Rzeszowie. Po przeniesieniu w stan spoczynku w 1934 jako rezerwy był przydzielony do Oficerskiej Kadry Okręgowej nr V jako oficer przewidziany do użycia w czasie wojny i pozostawał wówczas w ewidencji Powiatowej Komendy Uzupełnień Dębica.
Był żonaty z Julią z domu Kozdroń. Do końca życia zamieszkiwał w Brzesku w dzielnicy Brzezowiec. Zmarł 5 maja 1945 w tym mieście. Został pochowany na zabytkowym cmentarzu parafialnym w Brzesku 7 maja 1945.

## Odznaczenia
austro-węgierskie
- Brązowy Medal Zasługi Wojskowej na wstążce Krzyża Zasługi Wojskowej (przed 1918)[3]
- Srebrny Medal Waleczności 1 klasy (przed 1918)[3]